# Juan Manuel Lillo
Juan Manuel Lillo (sinh ngày 3 tháng 11 năm 1965) là một huấn luyện viên và cựu cầu thủ bóng đá người Tây Ban Nha.

## Sự nghiệp Huấn luyện viên
Juan Manuel Lillo đã từng dẫn dắt Oviedo, Tenerife, Zaragoza, Real Sociedad, Millonarios, Sevilla, Atlético Nacional và Vissel Kobe.